# Wenceslau Soler i Serra
Wenceslau Soler i Serra (Manresa, 1934 - Ripollet, 25 de març de 2020) va ser un mestre d'escola, promotor musical, impulsor de la revista Via fora!! i una peça clau de la recuperació de la cultura popular els anys 1970. Va treballar un temps al Departament de Cultura de la Generalitat de Catalunya. També es va implicar en diferents entitats com Compromís per Ripollet o Ràdio Ripollet, i va ser l'ideòleg el 1993 de l'Associació d'Espectadors del Teatre del Mercat Vell de la qual era president d'honor. Wenceslau Soler és el pare de l'empresari Oriol Soler.
Juntament amb la seva esposa Eulàlia Castanys, va ser l'ànima de la promotora Enllaç que va servir de catalitzador per a un seguit d'artistes dedicats a la màgia, l'il·lusionisme, els titelles, les cercaviles, el teatre de carrer i la música. Entre els músics que van formar part del seu catàleg hi ha Xesco Boix, Esquirols, Celdoni Fonoll, Coses, Enric Hernàez, Teresa Rebull, Orquestrina Galana, Al Tall, Miquel Pujadó, Xavier Ribalta, Jaume Arnella, Toni Morlà i Arc en el Cel. Enllaç va aconseguir fer arribar les seves propostes amb continuïtat al públic en posar a disposició de les entitats de les diferents poblacions uns espectacles que fins aleshores no tenien a l'abast.
En aquesta mateixa línia s'ha de situar, a la dècada del 1980, la promoció, en forma de camp de treball internacional, del Centre Permanent de Cultura Popular a la comarca de l'Alt Penedès, un espai al servei de l'associacionisme on s'intercanviaven experiències, propostes, i s'aprenien tècniques de construcció d'elements festius i maquillatge amb la finalitat de proporcionar eines i propostes útils per als dinamitzadors culturals.

## Obra publicada
- Viatge a Finlàndia i altres reflexions (amb il·lustracions de Maria Antònia Recasens, 2006)[4]